# ضوران القديمة

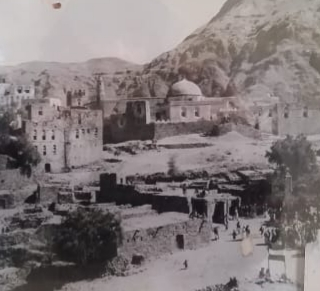
ضوران القديمة قبل الزلزال

مدينة ضوران القديمة هي عبارة عن مدينة منسية تحت الحطام وأطلالها الباقية تحكي قصة أناس عظماء تتجلى عظمتهم من خلال الفن المعماري ذو الطابع الهندسي المتميز الذي قد تلاحظه كزائر في المباني المتبقية من اطلالها.

## الموقع الجغرافي
تقع مدينة ضوران القديمة على سفح جبل ضوران آنس (الدامغ سابقا) في مديرية ضوران آنس والذي يقع في الجهة الشمالية من محافظة ذمار في شمال اليمن.

## الأهمية
تعتبر مدينة ضوران القديمة من أبرز المعالم الأثرية في مديرية ضوران آنس لمكانتها التاريخية، حيث كانت مدينة ضوران القديمة أحد عواصم المملكة المتوكلية في القرن الماضي والتي نشأت بعد خروج الدولة العثمانية من الأراضي اليمنية.
مدينة ضوران القديمة تدمرت كلياً بفعل زلزال 1982 الذي ضرب منطقة ذمار والذي أتخذ مدينة ضوران القديمة مركزا له.
بعد الزلزال المدمر، نزح السكان الناجين من الزلزال إلى قاع بكيل وهو قاع يمتد أسفل الجبل واستقروا فيه وكونوا بما تعرف الآن مدينة ضوران الجديدة.